# Intramuros
Intramuros – zabytkowa dzielnica Manili, dawne ufortyfikowane miasto.
Krótko po 1571 roku Miguel López de Legazpi założył na wyspie Luzon, u ujścia rzeki Pasig miasto, które w krótkim czasie stało się faktyczną stolicą Capitanía General de Filipinas - hiszpańskiej kolonii. Dla obrony miasta przed piratami i wojskami lokalnych władców muzułmańskich wybudowano fort, a następnie otaczający miasto kamienny mur z fosą. 
Legazpi podzielił teren wewnątrz murów na równe działki pod zabudowę, wytyczył siatkę ulic i placów, wyznaczył miejsca na kościoły, klasztory oraz budynki administracyjne. 
Miasto rozwijało się w XVII i XVIII wieku. Na powierzchni 59 hektarów, otoczonej murem o grubości 6 metrów, w kształcie nieregularnego pentagonu znajdowały się najważniejsze budynki  powstałe w czasach hiszpańskiej dominacji. 
W XIX wieku poza murami powstawała gęsta zabudowa miejska, a dawne budynki na terenie otoczonym murami były zastępowane przez nowe. W 1944 roku, w czasie Bitwy o Manilę, miasto było zbombardowane i większość budynków obrócona w ruinę. Po wojnie teren oczyszczono i zrekonstruowano niektóre budynki. 
W 1979 roku powołano Intramuros Administration - agencję podległą Ministry of Human Settlements, mającą na celu odbudowę i ochronę Intramuros jako "pomnika upamiętniającego czasy hiszpańskiej dominacji na Filipinach" 
W 2024 roku Filipiny zgłosiły Intramuros do wpisu na Listę Światowego Dziedzictwa UNESCO. 

## Statystyki
W 2023 roku Intramuros odwiedziło ponad 4 miliony zwiedzających. W roku 2015 dzielnica liczyła 5935 mieszkańców. W uczelniach na jej terenie w roku szkolnym 2016/17  uczyło się 37 991 studentów. 